# Jeferson Andrade
Jeferson Luiz de Andrade (Aracaju, 13 de junho de 1980) é um político brasileiro. Em 2018, foi eleito deputado estadual de Sergipe pelo Partido Social Democrático (PSD) com 34 736 votos.